# Brug 144
Brug 144 is de aanduiding van twee bruggen in Amsterdam.

## Vanaf 1959
Vanaf 1958/1959 draagt een voetgangersbruggetje in het Volkstuinencomplex Klein Dantzig dat brugnummer. De voetbrug bestaat uit een betonnen/cementen plaat met houten balustrades zodat zij opgaat in het tuinlandschap. Het ontwerp kwam van de Dienst der Publieke Werken, die toen een aantal bouwkundige kunstwerken voor dat complex ontwierp. Zo kwamen er duikers nabij de Hugo de Vrieslaan en werd een padensysteem ingericht. Het bruggetje vormt een uitzondering binnen de reeks 100-199; daarin bevinden zich meest monumentale bruggen in Centrum en Oud-West.

## Voor 1896
Dat laatste had ook voor deze brug kunnen gelden als Amsterdam de Palmgracht als gracht had laten bestaan. Brugnummer 144 was de aanduiding van een eeuwenoude brug in de zuidelijke kade van de Brouwersgracht over de ingang van de Palmgracht. Balthasar Florisz. van Berckenrode tekende hier al in 1625 een welfbruggetje in. De toen "Palm Graft" was nog onbebouwd op twee gebouwen na. De driehoek Brouwers Graft, Lynbaens Graft en Palm Graft was nog helemaal leeg, maar wel al deels ingepland. In 1886 besteedde de gemeente hier aan "het vervangen van de houten brug no. 144 in eene vaste ijzeren brug". Het nam enige tijd in beslag want de gasfabriek verantwoordelijk voor de gasbuizen naast de brug, werkte niet echt mee. In februari 1887 was de brug gereed. De brug werd vervolgens een speelbal van de gemeente want nog voor oktober 1893 besloot de gemeente Amsterdam de Palmgracht te dempen, eind 1895/begin 1896 was zij nagenoeg dicht en verviel ook het nut van de drie bruggen over Palmgracht (kade Brouwersgracht, oversteek Driehoekstraat/Palmdwarsstraat en kruising Lijnbaansgracht). 

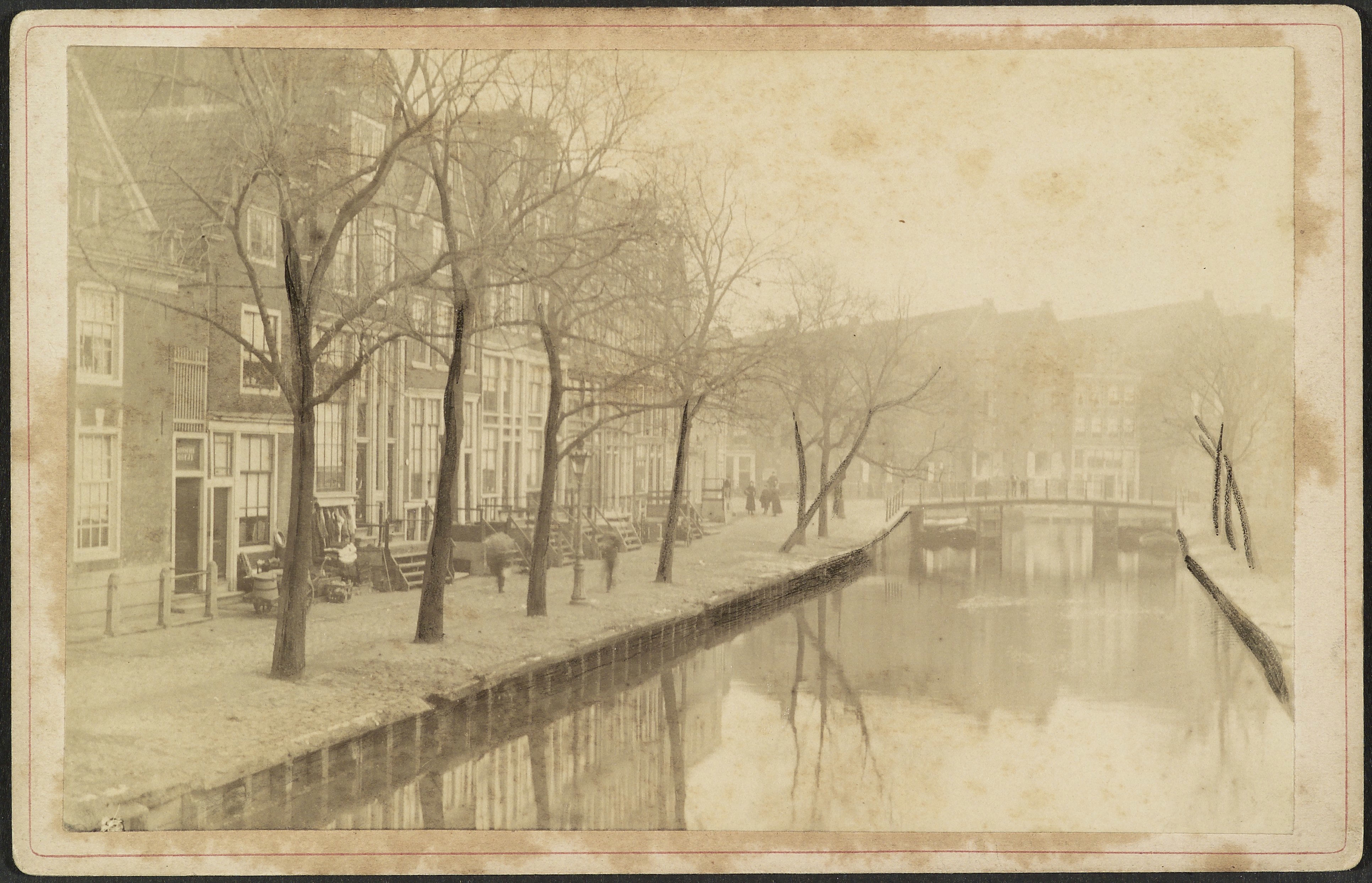
Palmgracht als gracht met brug

<<< · 100 · 101 · 102 · 103 ·  105 · 106 · 107 · 108 · 109 ·  110 · 111 · 112 · 113 · 114 · 115 · 116 · 117 · 118 · 119 · 120 · 121 · 122 · 123 · 124 · 125 · 126 · 127 · 128 · 129 · 130 · 131 · 132 · 135 · 136 · 137 · 138 · 139 · 140 · 141 · 142 · 143 · 144 · 145 · 146 · 147 · 148 · 149 ·  150 · 151 · 152 · 155 · 156 · 159 · 160 · 161 · 162 · 163 · 164 · 165 · 166 · 167 · 168 · 169 ·  170 · 171 · 172 · 173 · 174 · 175 · 176 · 177 · 178 · 179 · 180 · 181 · 182 · 183 · 184 · 185 · 186 · 187 · 189 · 190 · 191 · 192 · 193 · 194 · 195 · 196 · 198 · 199 · >>>
Brugnummers 104, 133, 134, 153, 154, 157, 158, 188 en 197 zijn niet (meer) in gebruik.